# Lie (Alexandra Stan)
Lie è un singolo della cantante rumena Alexandra Stan, pubblicato il 27 maggio 2022 via Universal Music Romania, come singolo estratto dal quinto album in studio Rainbows.
Il ritornello del brano riprende una canzone popolare della cultura romena.
Il brano è stato scritto e composto dalla cantante insieme a Adelina Stîngā, Maria Lātāretu, Petre Ioachim e  Octavian Lucan.
Il 27 maggio 2022, è stato rilasciato come singolo insieme ad una nuova versione con il DJ, Zookeeper.